# Tomáš Ujfaluši
Tomáš Ujfaluši (* 24. März 1978 in Rýmařov) ist ein ehemaliger tschechischer Fußballspieler.

## Spielerkarriere

### Vereinskarriere
Der Innenverteidiger begann seine Laufbahn 1996 beim tschechischen Erstligisten Sigma Olmütz.
Im Dezember 2000 wechselte Ujfaluši zum Hamburger SV. Dort entwickelte er sich in der Abwehr zu einem Leistungsträger und wurde tschechischer Nationalspieler. Am 34. Spieltag der Bundesligasaison 2000/01 grätschte er in der Nachspielzeit der Partie des HSV gegen den FC Bayern München einem Gegenspieler den Ball vom Fuß, HSV-Torhüter Mathias Schober nahm den Ball mit der Hand auf. Zu diesem Zeitpunkt des letzten Saison-Spieltags wäre der FC Schalke 04 Deutscher Meister gewesen. Der Schiedsrichter Markus Merk entschied auf indirekten Freistoß aus wenigen Metern Torentfernung, den Patrik Andersson nach Zuspiel von Stefan Effenberg zum 1:1-Endstand verwandelte. Damit gewann der FC Bayern die Meisterschaft.
Zur Saison 2004/05 wechselte Ujfaluši zum Serie-A-Aufsteiger AC Florenz, bei der er unter Cesare Prandelli Stammspieler wurde.
Im Sommer 2008 wechselte Ujfaluši zu Atlético Madrid in die spanische Primera División. Er erhielt dort einen Vertrag für drei Jahre und gewann mit dem Verein im Mai 2010 die erstmals ausgetragene UEFA Europa League. Hinzu kam der Sieg des UEFA Super Cups gegen den Champions-League-Sieger Inter Mailand mit 2:0.
Zur Saison 2011/12 wechselte Ujfaluši in die Türkei zu Galatasaray Istanbul. In seiner ersten Saison wurde er türkischer Meister. Er war neben Sabri Sarıoğlu Kapitän der Mannschaft. Sein Vertrag wurde am Ende der Saison nicht verlängert. Er kehrte nach Tschechien zurück und unterschrieb einen Einjahresvertrag bei Sparta Prag. Wegen anhaltender Knieprobleme beendete er seine aktive Karriere, ohne ein Spiel für Sparta Prag absolviert zu haben.

### Nationalmannschaftskarriere
Ujfaluši gab sein Debüt für die tschechische Nationalmannschaft unter Trainer Jozef Chovanec am 28. Februar 2001 gegen Mazedonien. Sein erstes großes Turnier spielte er bei der Europameisterschaft 2004 in Portugal, bei der er mit seiner Mannschaft in der Vorrunde Deutschland aus dem Turnier warf und bis ins Halbfinale vorstieß, in dem Tschechien gegen den späteren Europameister Griechenland ausschied.
Bei der Weltmeisterschaft 2006 in Deutschland erhielt er im zweiten Gruppenspiel gegen Ghana eine rote Karte nach einer Notbremse im Strafraum. Seine Mannschaft schied nach der Niederlage gegen Ghana und einer weiteren gegen Italien bereits in der Vorrunde aus.
Im April 2009 trat Ujfaluši aus der tschechischen Nationalmannschaft zurück.

## Nach seiner aktiven Karriere
Ujfaluši war von Dezember 2013 bis Juni 2014 Sportdirektor von Galatasaray Istanbul.

## Erfolge
Atlético Madrid
- UEFA-Europa-League-Sieger: 2009/10
- UEFA-Super-Cup-Sieger: 2010

Galatasaray Istanbul
- Türkischer Meister: 2011/12, 2012/13
- Türkischer Supercupsieger: 2012